# Johannes Widmann
Pour les articles homonymes, voir Widmann (homonymie).
Johannes Widmann, né à Eger dans le royaume de Bohème vers 1462 et mort à Leipzig après 1504, est un mathématicien allemand, célèbre pour avoir la première fois introduit des symboles "+" et "-" dans les ouvrages imprimés traitant de l'arithmétique.

## Biographie
Johannes Widmann, né à Eger en Bohème vers 1462, a étudié à l'Université de Leipzig dans les années 1480.  En 1482, il obtient son « Baccalaureus » (Baccalauréat d'Art libre) et, en 1485, son « Magister artium » (Maîtrise d'Art). Il enseigne ensuite l'algèbre à l'Université de Leipzig et donne des conférences sur l'arithmétique. 
Sa célébrité est due à son manuel d'arithmétique Behende vnnd hübsche Rechnug auff allen Kauffmanschafften(Calcul preste et joli pour le monde du commerce) destiné à l'arithmétique et la géométrie mercantile. Cet gros ouvrage (environ 472 pages selon les dimensions actuelles) a été publié à Leipzig en 1489 par Conrad Kacheloffen. Il marque la première apparition des symboles "+" et "-" dans un livre imprimé. Le symbole "-" était en particulier utilisé pour signaler un déficit commercial. L'ouvrage traite également du doublement, de la prise de moitié, de la multiplication et de la division. Une table de multiplication des chiffres y apparaît pour la première fois. Il termine par l'extraction de racines carrées et racines cubiques. Le mérite de l'ouvrage est d'avoir exposé les opérations arithmétiques de manière inventive et pédagogique en fournissant de nombreux exemples concrets pour différentes marchandises.
Cet ouvrage a assuré une grande notoriété à Widmann et des rééditions en ont été publiées à Pforzheim, Hagenau et Augsbourg en 1508, 1519 et 1526,
Aux environs de 1495, Widmann a publié les ouvrages en latin Algorithmus integrorum cum probis annexis, Algorithmus linealis, Algorithmus minutiarum phisicarum, Algorithmus minutiarum vulgarium, Regula falsi apud philosophantes augmenti et decrementi appellata und Tractatus proportionum plusquam aureus.
Dans les années 1490, il s'installe dans la ville minière d'Annaberg dans les mont Métallifères. Il y effectue diverses opérations immobilières de 1500 à 1504. On ne connaît pas la date exacte de son décès.